# ژیزل واشینگتن
ژیزل واشینگتن (انگلیسی: Giselle Washington؛ زادهٔ ۳ آوریل ۲۰۰۱) بازیکن فوتبال اهل جامائیکا است.
وی همچنین در تیم‌های ملی فوتبال Jamaica women's national under-15 football team, Jamaica women's national under-17 football team, Jamaica women's national under-20 football team، و زنان جامائیکا بازی کرده‌است.